# Santa Maria Maddalena al Quirinale
Santa Maria Maddalena al Quirinale, även benämnd Santa Maria Maddalena a Monte Cavallo, var en kyrkobyggnad i Rom, helgad åt den heliga Maria Magdalena. Kyrkan var belägen i rione Monti, vid dagens Via del Quirinale. ”Quirinale” anger att kyrkan låg på kullen Quirinalen. ”Monte Cavallo” är ett tidigare namn på Quirinalen.

## Kyrkans historia
En kyrka på denna plats uppfördes ursprungligen under medeltiden och omnämns i såväl Catalogo di Torino (1320) som Catalogo del Signorili (1425). Donna Maddalena Orsini (1534–1605) lät 1581 grunda en kommunitet för dominikannunnor och på hennes uppdrag uppfördes ett kloster och en ny kyrka. Påve Clemens XI lät i början av 1700-talet bygga om kyrkan. Dominikannunnorna lämnade klostret 1839 och kongregationen Sacramentate flyttade in. Dessa nunnor, som tidigare hade huserat vid San Gioacchino e Anna alle Quattro Fontane, var särskilt inriktade på ständig tillbedjan av det heliga Sakramentet.
Hela byggnadskomplexet med kyrka och kloster exproprierades av den italienska staten 1886 och revs två år senare för att ge plats åt Giardino Carlo Alberto, som anlades för att fira den tyske kejsaren Vilhelm II:s besök i Rom.

## Kyrkans exteriör
Kyrkans fasad var mycket enkel. Ingångsporten kröntes av ett triangulärt pediment. Ovanför detta satt ett rektangulärt fönster med en något avrundad topp.

## Kyrkans interiör
Kyrkan hade en rektangulär absid och fyra sidoaltaren, två på var sida. Freskerna i taket och i absidens halvkupol var utförda av Luigi Garzi. Takfresken framställde hur änglar för Maria Magdalena till himmelen och fresken i halvkupolen visade Jesus hos Marta och Maria. Högaltarmålningen var utförd av Annibale Carraccis skola.

## Bilder

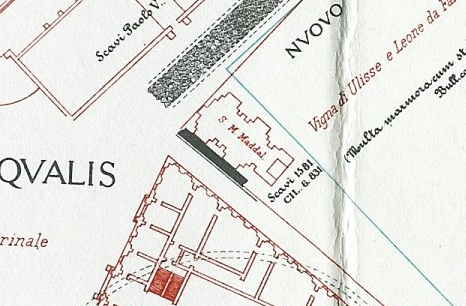
Santa Maria Maddalena al Quirinale (här benämnd S. M. Maddal.) på Rodolfo Lancianis Rom-karta från 1893–1901.